# Theodor Adamheit
Theodor Hinrik Oskar Hermann Adamheit (russisch Фёдор Густавович Адамгейт; * 17. Juni 1899 in Moskau; † 15. Februar 1942 in Berlin) war ein deutscher Ostwissenschaftler, Publizist und nationalsozialistischer Propagandist.

## Leben
Theodor Adamheit wurde in Moskau (damals Russisches Kaiserreich) als Sohn des Kaufmanns Hermann Gustav Max Adamheit (geb. am 28. März 1873 in Berlin) und seiner Ehefrau Bertha Rosa, geb. Schneider (geb. am 7. Januar 1876 in Moskau) geboren. Seine beiden Eltern waren deutsche Reichangehörige. Die Familie wohnte im Bognadow-Haus (Ecke 1. Meschtschanskaja und Andrianowskij Gasse).
Theodor besuchte die deutschen Petri-Pauli-Schule (August 1907 bis Mai 1913, beendete als Dritter von 28 Schülern) und Michaelisschule (1913 bis 1915) in Moskau. Während des Ersten Weltkrieges wurde sein Vater in Russland interniert, die Mutter musste 1915 mit den beiden Söhnen nach Deutschland ausreisen. Adamheit besuchte eine Oberrealschule in Ulm und machte Kriegsabitur in Berlin. Anschließend trat er in die deutsche Armee ein und wurde vom Juni 1917 bis Dezember 1918 als Soldat an der Ost- und Westfront eingesetzt.
1919 beteiligte Adamheit sich am Kampf gegen die Spartakisten, war dann Freikorpskämpfer an der polnischen Grenze. Nach Berlin zurückgekehrt, studierte Adamheit zunächst
Architektur an der TH Berlin-Charlottenburg (1919 bis 1926), dann Rechtswissenschaft an der Friedrich-Wilhelms-Universität (1926 bis 1927). Gleichzeitig war er journalistisch tätig, zuletzt als Schriftleiter der Zeitschrift Die Kommenden (1930 bis 1933).
Ursprünglich bündisch orientiert, wechselte Adamheit nach der Machtübergabe zum Nationalsozialismus. Bereits 1933 wurde Adamheit führender Mitarbeiter der Antikomintern und publizierte mehrere Schriften (u. a. auch die Übersetzungen) über das „wahre Gesicht des Sowjetrusslands“. Ab 1937 leitete Adamheit das „Institut zur wissenschaftlichen Erforschung der Sowjetunion“ (ehemaliges Russisches Wissenschaftliches Institut) und fungierte faktisch als Verbindungsmann zwischen den staatlichen Propagandastrukturen und der konservativen russischen Emigration in Deutschland. Neben Eberhard Taubert zählte Adamheit zu den Hauptorganisatoren der Ostausrichtung nationalsozialistischer Propaganda.

## Publikationen
- Der Kampf um die deutsche Studentenschaft. Berlin, 1927.
- Das englisch-russische Kraftfeld in Mittelasien, in: Deutsche Wehr. Nr. 1 (1934). S. 6–8.
- Rote Armee, rote Weltrevolution, roter Imperialismus. Berlin: Nibelungen-Verl., 1935.
- Revolutionen der Weltgeschichte. Zwei Jahrtausende Revolutionen und Bürgerkriege. Herausgegeben mit einem Vorwort von W. Bley unter Mitwirkung von T. Adamheit, Bd. 2, München 1935.
- Butenko Th., Enthüllungen über Moskau / Hrsg. v. d. Antikomintern. Aus d. Russischen übertragen v. Th. Adamheit. Berlin: Nibelungen-Verl., 1938.
- Der Bolschewismus. Seine Entstehung und Auswirkung, herausgegeben mit einem Vorwort von Wulf Bley unter Mitwirkung von Theodor Adamheit, München 1938.
- Sowjetarmee und Weltrevolution. Berlin: Nibelungen-Verl., 1942.